# Way Beck
Der Way Beck ist ein Wasserlauf im Lake District, Cumbria, England.
Der Way Beck entsteht als Abfluss des Simpson Ground Reservoir an dessen Nordostseite und fließt in einer generell östlichen Richtung bis zu seiner Mündung in den River Winster.